# Sarona lanaiensis
Sarona lanaiensis är en insektsart som beskrevs av Asquith 1994. Sarona lanaiensis ingår i släktet Sarona och familjen ängsskinnbaggar. Inga underarter finns listade i Catalogue of Life.